# أحمد راضي القزويني
السيّد أحمد راضي صالح القزويني البغدادي (1844 - 1896) شاعر عراقي من أهل القرن التاسع عشر الميلادي. ولد في مدينة النجف. تلقى علومه عن أبيه، وهاجر إلى بغداد وعمره خمس وعشرون سنة. اتصل بكثير من الأسر البغدادية، ومدحها، كما اتصل بالشيخ صالح باش أعيان بالبصرة، ومدحه. ليس له ديوان وأكثر شعره مدائح ومراثٍ. وتوفي في بغداد، ودفن في النجف.

## سيرته
هو السيّد أحمد بن راضي بن صالح القزويني البغدادي. ولد في النجف عام 1260 هـ/ 1844 أو يقال 1257 هـ/ 1841م ونشأ بها على أبيه فقرأ المقدمات من نحو وصرف ومنطق. هاجر إلى بغداد وعمره خمس وعشرون سنة بعد أن تولى رعايته أخواله من آل السبّاك، فسكن مع أبيه ببغداد. وهو أكبر أولاد أبيه. اتصل بآل باش أعيان في البصرة وتأكدت صلاته بالشيخ صالح باش أعيان، وقد سار إليهم مرتين ومكث في كل واحدة عندهم قرابة ثلاثة شهور، وكان سريع النظم والبديهة، وقد روى الشيخ صالح من شعره الذي مدحهم به، وكان يعتني بجمع شعره وتدوينه. اتصل بأكثر أسر العراق وخاصة بأسر بغداد، وكان ظريفا حبيبا إلى كل نفس، وهو أديب، صاهر اسرة آل حبة فتزوّج منهم امرأة اولدت له ثلاثة أولاد وماتوا في عهده ولم يبق من عقبه أحد.
توفي ببغداد عام 1315 هـ ونقل إلى النجف فدفن بها.

## شعره
يعد من شعراء النجف الذين تميزوا بغزارة شاعريتهم وجزالة المفردة وسبكها في إطار فني واستحسانها من قبل المتلقي، ولقد لاقى شعره اعجابا كبيرا من قبل ادباء عصره فلقد كان اديبا يمتاز ببساطة الالفاض في صياغة الصورة الشعرية التي كان يرسمها بتلقائية وعفوية وبذلك يكون قد ابحر في السهل الممتنع وأفاض.